# Lagerstroemia indica
Ne doit pas être confondu avec Lilas des Indes.
Espèce
Classification phylogénétique
Lagerstroemia indica, communément appelé Lilas d'été, Lilas d'Inde ou encore Myrte de crêpe, est une espèce de plantes à fleurs de la famille des Lythraceae. C'est un arbuste ornemental originaire de Chine et du Japon.

## Description
Lagerstroemia indica se présente le plus souvent sous forme d'un arbuste multi-troncs à feuilles caduques pouvant atteindre 6 m de haut pour autant de diamètre.
Son écorce beige marbré de gris rose et sa belle floraison tardive en font une superbe plante ornementale pour égayer la fin de l'été et le début de l'automne.
Les feuilles opposées, entières, vert foncé deviennent jaunes et orange en automne.
Les fleurs blanches, roses, mauves, pourpres ou carmin, forment des panicules de 9 cm de diamètre apparaissant en fin d'été et en automne, à une période où peu d'arbres fleurissent.
De nombreux cultivars hybrides ont été développés entre L. indica et L. faueri.

## Culture
Il supporte les gelées et préfère le plein soleil sur sol drainant riche et humide.
Le Lilas d'Inde se multiplie bien par bouturage juste après la floraison, de préférence dans un substrat sablonneux.
Il résiste bien à la taille qui stimule la croissance de nouvelles pousses porteuses de fleurs.
Les branches sont faciles à greffer (et se greffent parfois naturellement). Les jardiniers utilisent donc parfois la greffe pour donner des formes particulières à l'arbre.

## Galerie

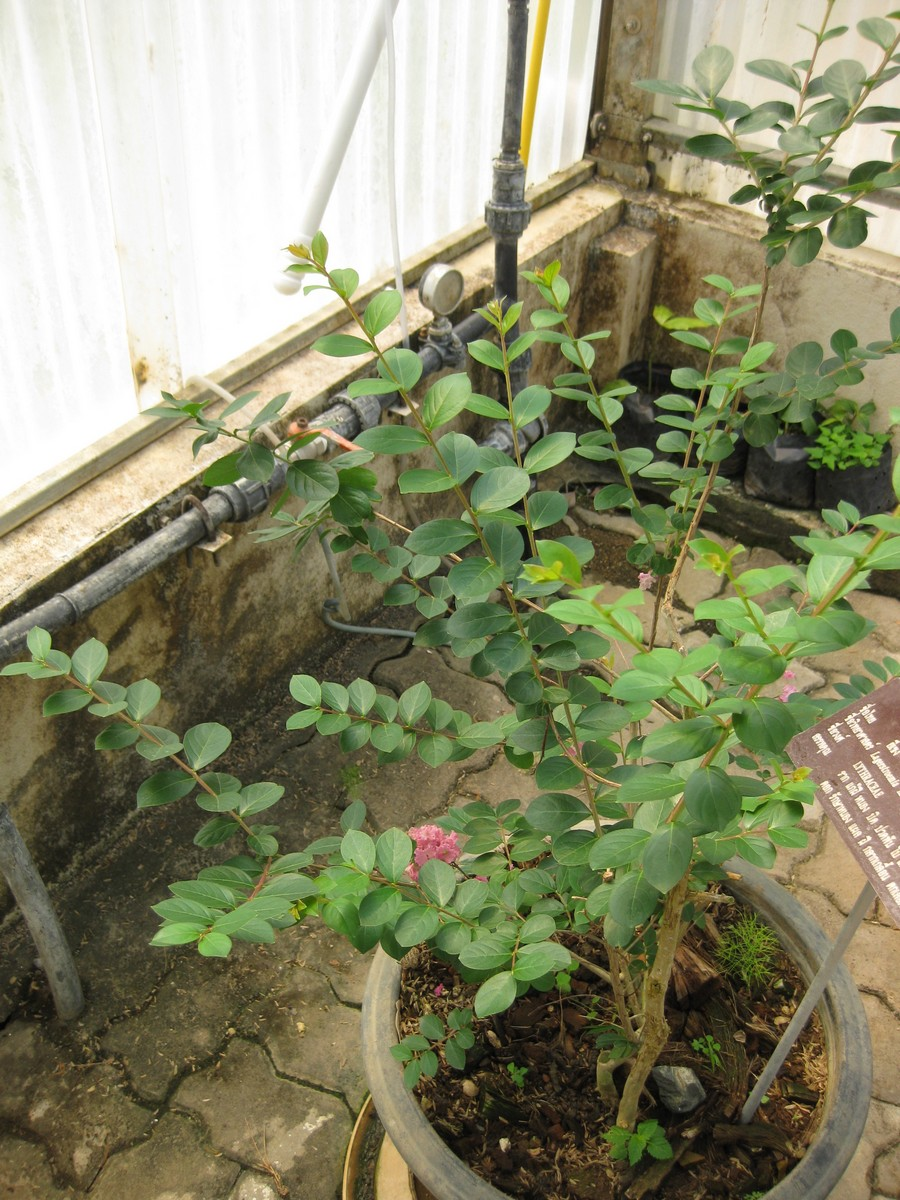
arbuste en pot, Jardin botanique de la reine Sirikit, Thaïlande.
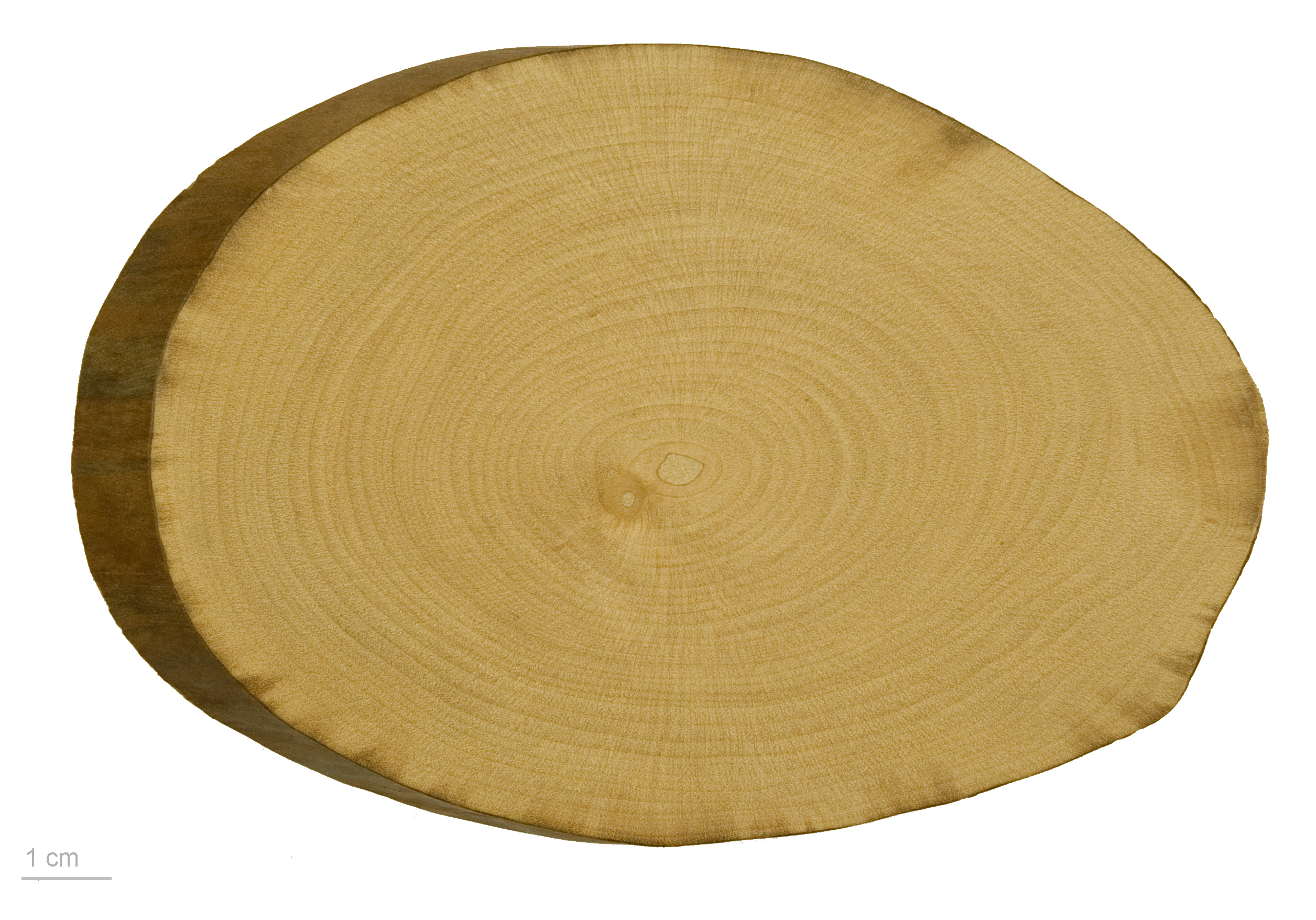
Bois, au Muséum de Toulouse.
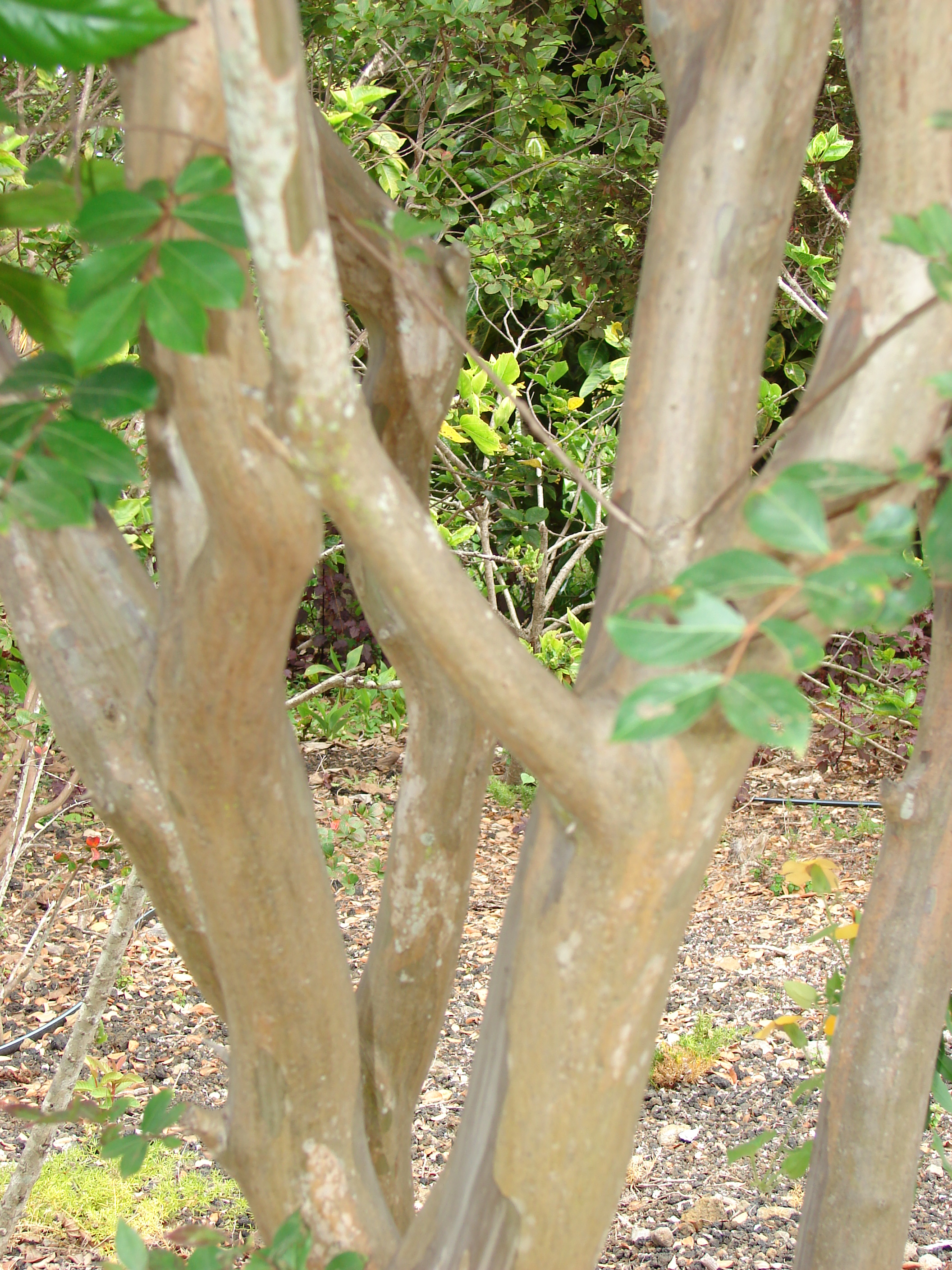
Écorce.
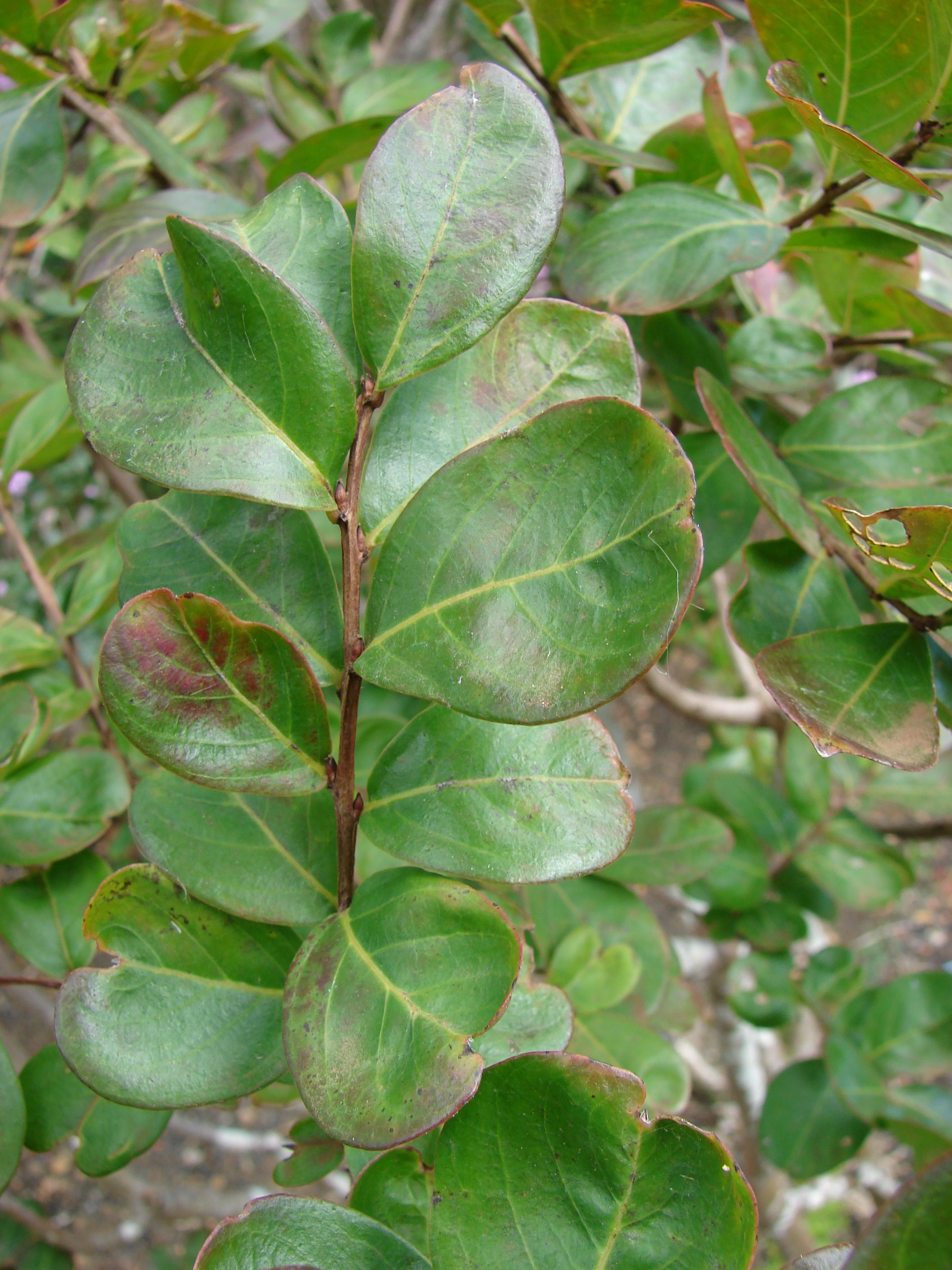
Feuilles.
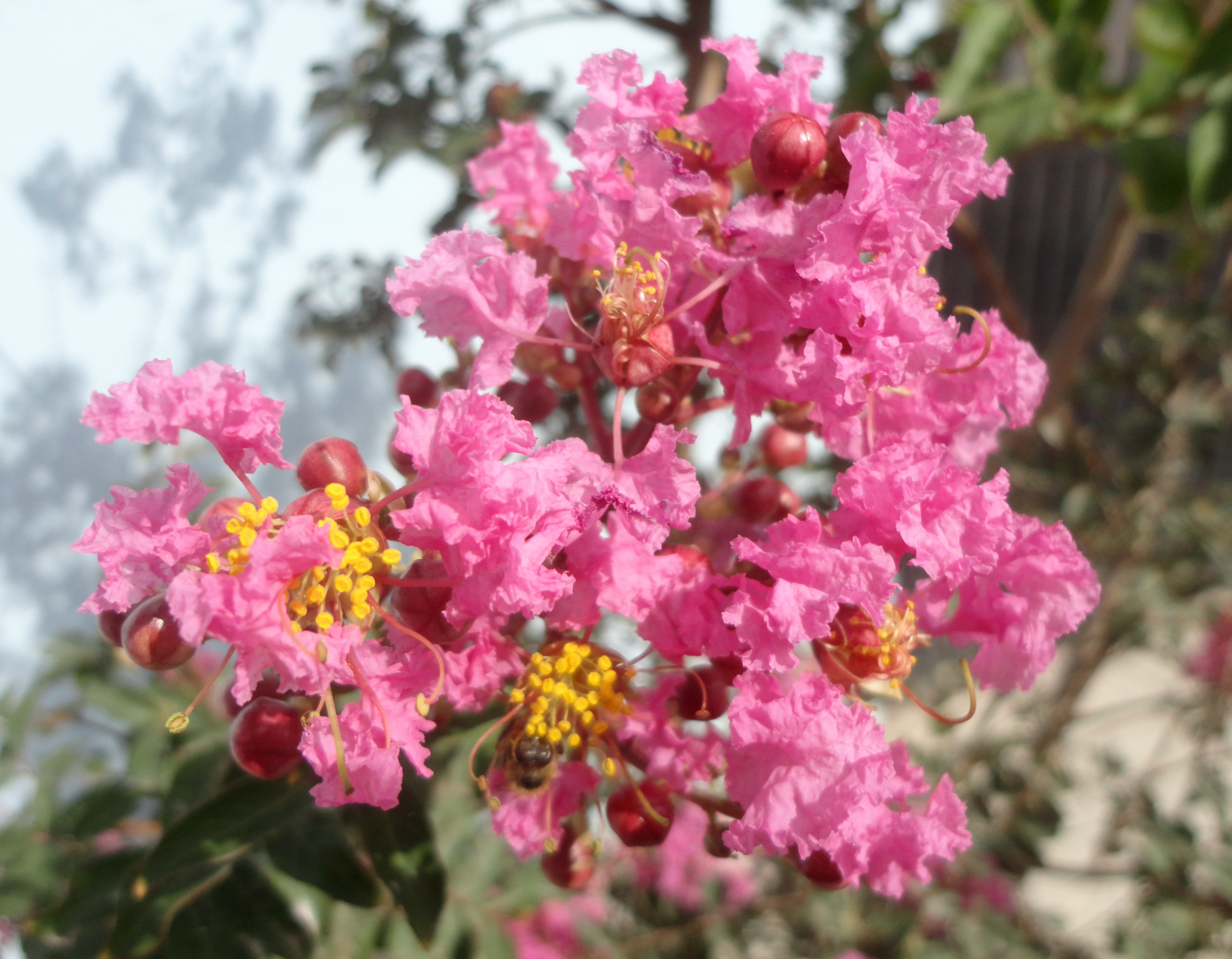
Inflorescence

Inflorescence 'Lagerstroemia indica × fauriei 'Tuscarora
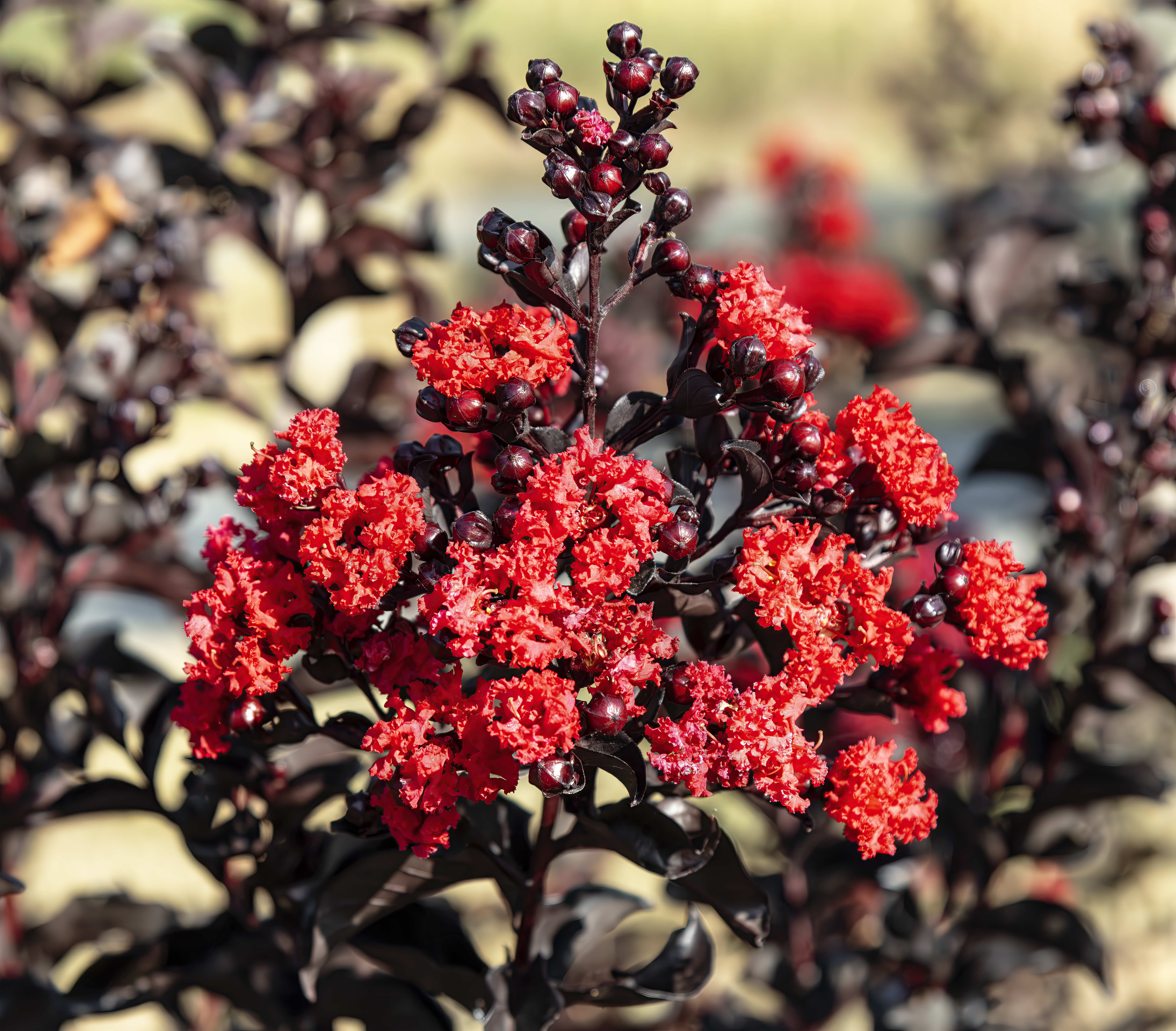
Inflorescence 'Crimson Red Black Diamond' Jardin des Martels.
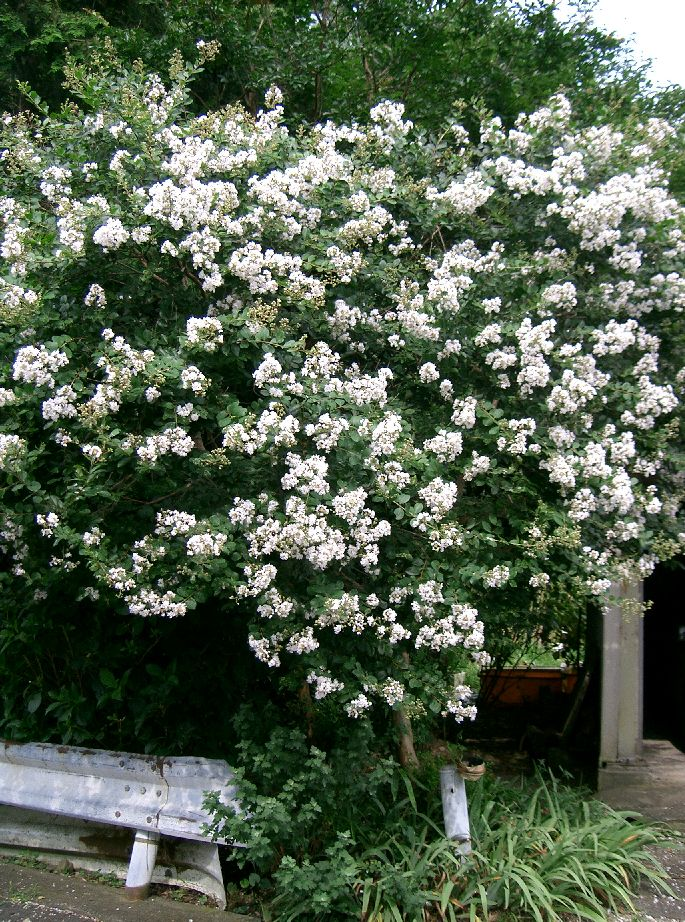
Arbre couvert de fleurs blanches au Japon.
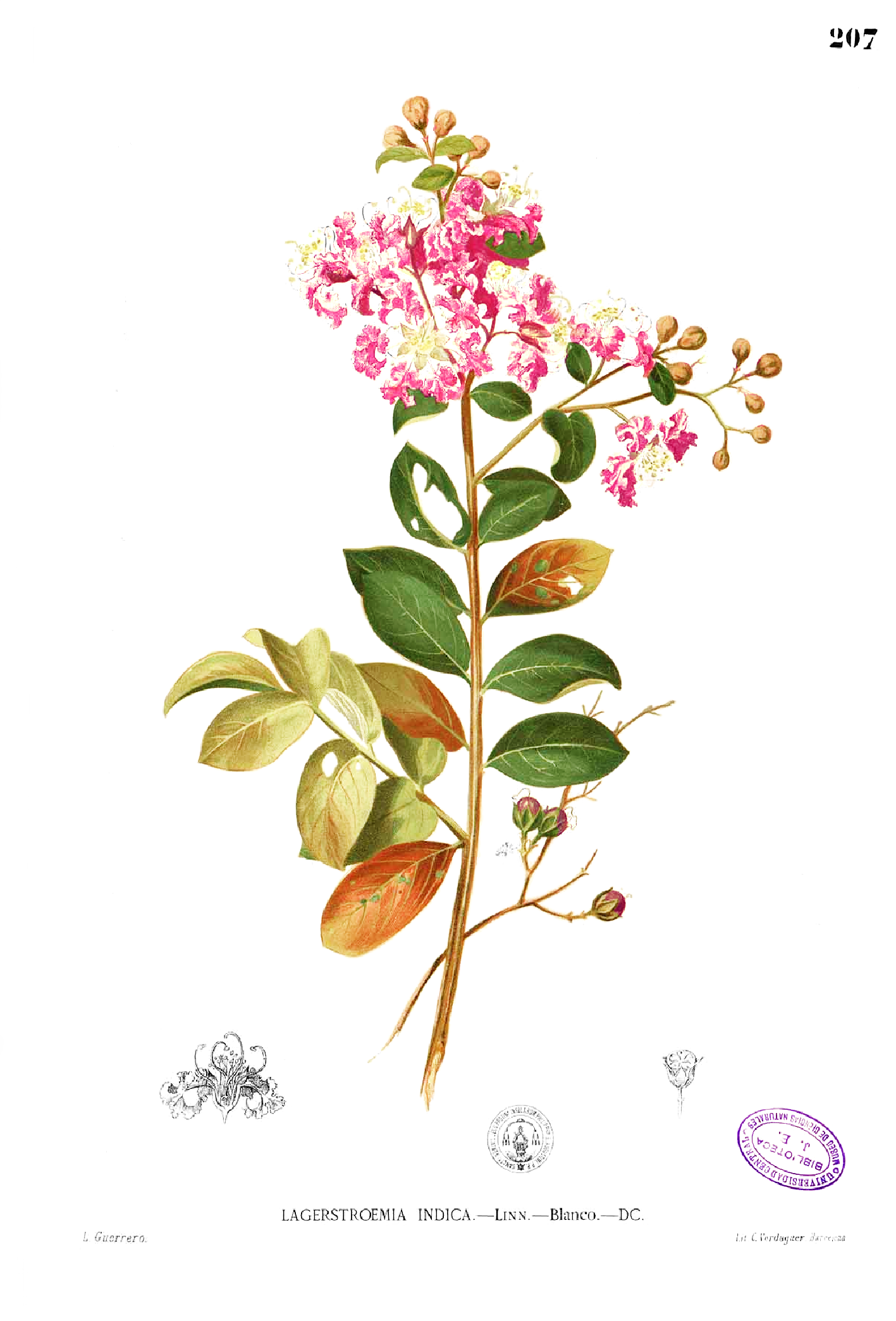
Illustration de Francisco Manuel Blanco vers 1880.